# Ефе Аджагба
Ефе Аджагба (англ. Efe Ajagba; 22 квітня 1994) — нігерійський професійний боксер, чемпіон Африканських ігор.

## Аматорська кар'єра
На Іграх Співдружності 2014 переміг двох суперників, а у півфіналі програв Джозефу Гудаллу (Австралія).
На Африканських іграх 2015 переміг чотирьох суперників і став чемпіоном.
На Олімпійських іграх 2016 переміг Найджела Пола (Тринідад і Тобаго) і програв Івану Дичко (Казахстан).

## Професіональна кар'єра
Після п'ятнадцяти перемог поспіль 9 жовтня 2021 року в бою за титул WBC Continental у важкій вазі зазнав поразки одностайним рішенням від Френка Санчеса (Куба).
26 серпня 2023 року в бою проти Жана Кособуцького (Казахстан) завоював титул WBC Silver у важкій вазі, який захистив в боях проти Джозефа Гудалла (Австралія) і Гвідо Віанелло (Італія).
3 травня 2025 року зустрівся в бою з конголезцем Мартіном Баколе і був трохи точнішим за суперника в атаках, але поєдинок завершився нічиєю рішенням більшості суддів.